# Beatdown hardcore
Genres associés
Deathcore, metalcore, New York hardcore
Le beatdown hardcore, également appelé heavy hardcore, tough guy hardcore, thugcore ou simplement beatdown, est un sous-genre du punk hardcore ayant émergé au tout début des années 1990 aux États-Unis, notamment avec des groupes comme Next Step Up. Mais c'est surtout autour de la scène hardcore de New York que le style se développe avec le groupe Bulldoze, réputé pour avoir inventé le genre.

## Histoire
Le style beatdown hardcore se développe avec le groupe Bulldoze, réputé pour avoir inventé le genre. Des groupes du New Jersey comme Shattered Realm et la scène punk hardcore de Pennsylvanie démocratisent significativement le beatdown hardcore au début des années 2000. Ce n'est, par contre, qu'à partir de la fin des années 2000 que le genre commence à se populariser. Le genre est principalement joué aux États-Unis, en Belgique (Wallonie et Cantons de l’Est), en Allemagne, en Angleterre, au Japon et en Europe de l'Est.

## Caractéristiques
Quant à la technicité musicale, le beatdown se rapproche du New York hardcore et incorpore des éléments de brutal death metal et de slam death metal. Le beatdown est un genre qui mélange l'approche lourde du punk hardcore comme pourrait le faire le groupe Cold as Life, mais avec une forte influence death metal comme pourrait le faire Suffocation. Certains groupes restent plus fidèles au son punk hardcore, tandis que d'autres adoptent une approche beaucoup plus axée death metal. Contrairement au deathcore, le beatdown reste un genre musical lourd, très proche du NYHC et de ses racines punk hardcore. L'attitude des groupes tend à être surtout influencée par l'esthétique du hip-hop des années 1990.
L'idée principale du beatdown est de constamment porter des coups à l'auditoire avec une attaque brutale de riffs lourds chuggé. Les breakdowns sont la clé principale de ces groupes, alors que la plupart des groupes des sous-genres du punk hardcore écrivent des breakdowns pour des passages plus courts au sein d'un morceau. Le beatdown, donc, est exclusivement constitué de breakdowns lents et graves, élément central de base du beatdown et qui établit la norme pour le reste de la musique construite autour de celle-ci[réf. nécessaire]. Le tempo général des chansons varie d'un groupes a l'autre, en règle générale le beatdown est un genre beaucoup plus lent, plus lourd et plus directement axées sur le metal que les autres sous-genres de punk hardcore[réf. nécessaire].
La plupart des groupes joue des riffs totalement épurés et brutaux, et suivent un accordage plus bas que l'accordage standard en Mi des guitares. D'après les standards du genre, et même si les exceptions existent, beaucoup de groupes optent pour des riffs simples et proscrivent une certaine forme de technicité musicale. Le style est également réputé pour ses mosh-parts lourds et lents (un mosh-part étant un passage musical dont le but est de faire du moshpit aux spectateurs). Le palm mute est généralement très fortement utilisé. Le mosh-part typique du beatdown se veut lent et puissant, souvent amené par une guitare seule jouant les premières notes du breakdown, celle-ci étant ensuite suivie par les instruments rythmiques jouant le même riff, lent et répétitif.[réf. nécessaire]

## Artistes notables
Les artistes et groupes notables catégorisés beatdown hardcore incluent notamment : 50 Caliber, Alea Jacta Est, Balboa, Billy Club Sandwich, Bulldoze, Bun Dem Out, CDC, Circle of Death, Clench Your Fist, Cold as Life, Cold Hard Truth, Crawlspace, Crowd Deterrent, Danforth, DCA, Desolated, Dirty Fingers, Drowning, Embraced by Hatred, Enemy Mind, Everybody Gets Hurt, Fallbrawl, Hatebreed (début), In Blood We Trust, Irate, King of Clubz, Knuckledust, Laid 2 Rest, Line of Scrimmage, Nasty, Next Step Up, Ninebar, North Side Kings, No Zodiac, Providence, Recount, Shattered Realm, Six ft Ditch, Surge of Fury, Stout, Taste the Steel, Terror Zone, TRC, Unit 731, Vow of Hatred, Wolfpack, Words of Concrete, Xibalba, etc.

## Labels notables
Les labels notables incluent notamment Back Ta Basics (États-Unis), Beatdown Hardwear (Allemagne), Filled With Hate Records (Allemagne), Gain Ground (Allemagne), Good Life Recordings (Belgique), Knives Out Records (France), One Life One Crew (Allemagne), Rucktion Records (Angleterre), Triple Crown (États-Unis) et Useless Pride (France).